# ان‌جی‌سی ۳۴۵۵
ان‌جی‌سی ۳۴۵۵ (انگلیسی: NGC 3455) نام یک کهکشان مارپیچی در صورت فلکی شیر است.